# Tulia (imię)
Tulia – imię żeńskie pochodzenia łacińskiego, wywodzące się od rzymskiej nazwy rodowej prawdopodobnie pochodzenia etruskiego. Patronką tego imienia jest św. Tulia, siostra św. Konsorcji - obie miały być córkami św. Eucheriusza z Lyonu. Jedną z bardziej znanych postaci o tym imieniu była Tullia, córka Marka Tuliusza Cycerona.
Tulia imieniny obchodzi 5 października.

## Znane imienniczki
- Tullia d’Aragona – poetka włoska
- Tulia Białobrzeska – wokalistka zespołu TULIA

Męski odpowiednik: Tuliusz.